# Ахатані
Ахатані (груз. ახატანი) — село в Грузії.
За даними перепису населення 2014 року в селі проживає 130 осіб.